# ノスタルジア
ノスタルジア（英: nostalgia）またはノスタルジー（仏: nostalgie）は、
- 異郷から故郷を懐かしむこと、またその懐かしさ。同義語に郷愁（きょうしゅう）・望郷（ぼうきょう）など。
- 過ぎ去った時代を懐かしむこと、またその懐かしさ。同義語に懐古（かいこ）・追憶（ついおく）など。
- また上記の2つの意味から派生して、懐かしさに伴う儚さ、哀しさ、或いは寂しさ、しみじみ想いを馳せる心境のこと。→エモーショナル（若者言葉の「エモい 」と同義）、センチメンタル、メランコリックな感情をもたらす。

と定義される。
対義語は、ノストフォビア（帰郷嫌悪）。

## 概要
人が現在いるところから、時間的に遡って過去の特定の時期、あるいは空間的に離れた場所を想像し、その特定の時間や空間を対象として、「懐かしい」という感情で価値づけることをいう。
通常は、時間的に未来がその対象とされることはなく、また対象の負の部分は除外され、都合よくイメージが再構成される場合が多い。過去の事物を肯定し、相対的に現代を否定する「懐古主義（nostalgism。近年の日本では「思い出補正」とも呼ばれる）」はこの感情に起因する。なお、過去の人々が思い描いた未来（または近未来）に対して、ノスタルジアを思い起こさせる場合があり、それはレトロフューチャーとして定義される。
本人がその時間や空間を実体験したかどうかは必ずしも問われず、第三者からの情報にもとづいて想起し、さらに自己の創作した想像を加え拡大しこの感情を持つことも可能である。
また過去や異空間からもたらされた特定のものや人物に即し、これを媒介としてこの感情を持つことも可能である。
「時間的または空間的に、（ある時点に）戻ったり、（ある状況を）再び経験したり、（ある人物に）再会することができない」という感覚はノスタルジアを想起あるいは増幅させ、前述したような感傷的な気分をもたらす。

## 歴史
この言葉は1688年にスイスの医学生、ヨハネス・ホーファー (Johannes Hofer：1669-1752) によって新しくつくられた概念である。2つのギリシャ語（「nostos」：帰郷、および「algos」：心の痛み）を基にして造った合成語で、「故郷へ戻りたいと願うが、二度と目にすることが叶わないかも知れないという恐れを伴う病人の心の痛み」とされた。精神科医となった彼は、「ノスタルジア」という心の病気について、その症例を多く取り扱い、診断した結果を発表した。17世紀末から19世紀末にかけて、この病気には「mal  du pays（国の痛み：仏）」、「Heimweh（家の痛み：独）」、「hiraeth（ウェールズ語）」、「mal de corazón（心の痛み：スペイン語）」など、様々な言語で名称が付けられて、医学的な研究の対象とされた。
とくに18世紀から19世紀にかけて、前線の兵士達に蔓延するノスタルジアの現象は重大な精神病理学の研究対象とされ、その原因や病としての症状が分析された。故郷への想いに満ちたこの現象は、しばしば兵士達の間に伝染するが、隊が優勢な時にはそうでもなく、戦況が不利な場合に多く現れる。軍事的な観点からは、生死を前にして勇気を鼓舞せねばならないときに、故郷を想い見る兵士達のノスタルジアは、後ろ向きのネガティブなものとして戦意の喪失と見なされ、排除されねばならない感情とされた。
19世紀末までには、精神医学のカテゴリとしての「ノスタルジア」への関心はほとんど消え失せる。当初の「深刻な医学的疾患」の意味合いはなくなり、一般の日常会話にも「ノスタルジア」という言葉が現れるようになった。今では、通常それほど昔ではない過去の失われた時間や場所を懐かしむ慣用句である。しかし、現代においても「ノスタルジア」が「ホームシック」と同じような意味で扱われたり、未来への展望が明るく勢いの良い時には、過去や故郷を振り返ることについて、しばしばこれを咎めるような論調が現れることもある。

## 分析・解釈
アメリカの社会学者、フレッド・デーヴィスは、ノスタルジアの体験が生じる必要条件は「良い過去・ 悪い現在」という明らかな対称が成り立つことであるとし、「現在もしくは差し迫った状況に対するなんらかの否定的な感情を背景にして、生きられた過去を肯定的な響きでもって呼び起こす」と定義した。
さらに「ノスタルジアの体験が持続するための滋養分をどれほど過去の記憶から引き出してこようと、われわれがノスタルジアを感じるきっかけとなる要因は、やはり現在のなかに存在しているはずである」と述べ、ノスタルジアは単に過去を振り返る行為ではなく、あくまでも現在の価値観が基軸となっていることを指摘した。
またデーヴィスは、ノスタルジアが、 アイデンティティの形成、維持、再構成と深く結びついていることを強調した。ノスタルジアは、青年の依存期から成人としての独立期ヘ、独身から結婚ヘ、職業生活から退職後の生活ヘ、といった人生の転換点、すなわち非連続に対する不安に苛まれるライフサイクルの移行期に顕著に現れるという。同様に、戦争や恐慌、市民生活の擾乱、天変地異といった現象によって引き起こされた社会的な非連続と混乱によってもノスタルジアが立ち現れ、これを「集合的ノスタルジア」と呼んだ。以上のように、個人的、社会的に何らかのアイデンティティに関する非連続の危機が訪れた時、ノスタルジアはその連続を確保させるために機能する、と結論づけた（しかし、アイデンティティの視点にとらわれすぎることにより、多様な現象をすべてアイデンティティに結びつけて解釈されてしまうという批判もある）。
ノスタルジアの精神的な影響としては、ノスタルジアが「心理的なリソース」として心理的なwell-beingや精神的健康にもたらす効果があるという研究結果が各国の学術誌から発表されている。それによればノスタルジアは、自己評価の向上や、心理的脅威への対抗手段として役立ち、また人生の意味を見つけたり、将来を楽観視できる場合があるという。例えば、アメリカの社会心理学者、J・ゲバウェルとC・セディキデスによれば、「人々が悲しみや孤立感から立ち直るのに役立つが、それだけでなく、 懐かしく素晴らしい記憶は、先々に生じるひどい気分を予防するワクチンになりうる」と結論づけた。
比較文学者スヴェトラーナ・ボイムによれば、ノスタルジアには「復興的（復旧的）ノスタルジア」と「反射的（反省的）ノスタルジア」の2つのカテゴリーがあるといい、前者は失った故郷を歴史を超えて再構築しようとするが、後者は痛みや喪失、憧れにとどまる。そして前者の「復興的ノスタルジア」は時に神話まで創り出すという（例としてナチズムや韓国の民族主義など）。またボイムによれば、「ノスタルジアは、もはや存在しない家か、存在したことのない家へのあこがれである。ノスタルジアは、喪失と転位（displacement）の感情であるが、しかしまた自身のファンタジーへのロマンスである」ともしている。
ノスタルジアとは、"甘美で取るに足らない陳腐だが、同時に無害な懐古趣味である"とし、そのうえで「良い時代」を懐かしむ無害なものだからこそ歓迎しても良いという考えと、一方で、そんな感傷にひたるのは後ろ向きであるとする批判に分かれるのが一般的である。しかしながら、ノスタルジアとは、本来はもっと複雑な歴史的背景と含意を備えた言葉であり、単なる「甘美」で「無害」な過去への憧れではなく、モダニティの矛盾を暴く公共的な「脅威」とされた歴史があったことを見逃してはならない。いわば、革命や産業革命における「進歩」が最重要な概念であるモダニティの時代にとって、大切なのは未来の改革であり、過去への内省ではなかったため、ノスタルジアは決して都合が良いものではなかったのである。
映画監督の押井守は、「あの時代にノスタルジーを感じさせるという行為自体が虚構の現代史であって、あの時代に対する清算をうやむやにするだけ。清算も終わっていないのにノスタルジーにすり替えているんですよ。僕の立場からすれば、ノスタルジアは虚構の現代史をつくる方法論に過ぎない。歴史を忘れさせるための装置「歴史の忘却装置」なんですよ」と述べ、過去の歴史的事実がノスタルジアによって隠蔽されかねない危険性を指摘した。
著述家の松岡正剛は、「ノスタルジアは指定できないものへの憧れにもとづきながらも、その指定できないものからすらはぐれた時点で世界を眺めている視線なのである」とし、また「ノスタルジアの正体は視線が辿るべき正体がないことから生じたものなのだ。したがってノスタルジアは過ぎ去ったものへの追憶ではなく、追憶することが過ぎ去ることであり、失った故郷を取り戻したい感情なのではなくて、取り戻したい故郷が失われたことをめぐる感情なのである」とも述べている。

## ノスタルジアを想起する理由とその対象
ノスタルジアの感情は人間の五感（視覚、聴覚、触覚、味覚、嗅覚）全てから得ることができる。嗅覚は嗅細胞、嗅球を介して大脳辺縁系に接続されているため、記憶や感情を呼び起こしやすいと言われている（プルースト効果）。視覚は既視感（デジャブ）から想起される可能性もある。また前項で述べたように想像や推測によってこの感情が誘起されることもあり得るため、言語・文化の相違が影響することはない。
自伝的記憶によって引き起こされるノスタルジアの感情は、過去のある時期における情報への接触頻度の高さと、接触時期から現在までの長い時間経過が考えられる。過去における事物との頻繁な接触があり、その後全く接触がない長い空白期間、そして現在において過去に接触した事物または類似した事物に再び接触することである。その事物が手がかりになって、強い懐かしさの感情とともに、その当時の個人的思い出や社会的出来事などが連鎖的に思い出され、過去へのタイムスリップが起こると考えられる。
想像や推測から得られるノスタルジアの感情は、その一見理解し難い生起機序から「前世の記憶」、「人類共通の記憶」といったオカルト的な要素に結びつけられることがある。しかしながらその多くは自己投影・感情移入の容易さに関連していることは周知の通りである。一般的に想像や推測から得られるノスタルジアの感情は視覚からの情報が主（発端または引き金）であり、また完全な自然物よりも、人工物とそれに付随する自然物や空間によって想起される。それは事物に関わる人々や空間に対して自己投影・感情移入がしやすいことで、推測によって体験が擬似的に行われるためである。それがあたかも過去に経験したかのような錯覚を生じさせている。個人本位の無機的対象から有機的対象への意識の変換である（メタファーの作用にも関連する）。この過程は無意識下に行われるため、感情を自らコントロールすることは難しい。またその変換は視覚情報から聴覚、嗅覚情報へと拡大するため、空白期間の後に聴覚や嗅覚の情報のみ与えたとしても以前に得たノスタルジアが想起される。
一例として里山の風景が挙げられる。里山を単に山として捉えた場合はあくまで自然物であり人間の存在を感じさせない事物である。山に無機的な印象が生まれるため、ノスタルジアの感情は想起されにくい。しかし山の麓に民家や田畑、神社といった人工物が存在することで、そこに住む/住んでいたであろう人々に対し自己投影が働く。必然的に山に対しても身近で有機的な印象を受けるため、（そこで実際に生活したことがなくとも）その風景に「懐かしい」という感情を生じさせる。その反応はセミの鳴き声や田畑の匂いといった聴覚、嗅覚情報にまで拡大していく。
一方でこういったノスタルジアの想起には個人差があることも事実である。過去に推測によって得たノスタルジア感そのものが自伝的記憶となっていたり、マスメディアや映画・小説・漫画等によってその印象が増幅されている可能性もある。「懐古主義」とも関連する。あるいは集合的無意識との関連性も考えられるなど、解明されていない点が多くある。
例えば、博物館の展示において、白黒写真をあえてセピア調にする、あるいは展示室の照明を暖色系にして夕焼けのイメージに近づけるなどの手法は、いずれもノスタルジックな演出として有効とされるが、その法則について根本的な解明には至っていない。
消費者行動や広告研究の流れの中でB.B.スターンは、「生まれる以前の古き良き時代の、歴史的物語や歴史上の人物への感情移入によって生じるもの」を「歴史的ノスタルジア」として定義したが、堀内圭子によれば、歴史的知識がノスタルジックなものになるための条件は十分に解明されていないとし、たとえば「年表を眺めていてもなかなかノスタルジックな気分にならない」ことの意味を問う必要があると指摘する。

### 対象の例
子供にとって母親の存在は大きく、母親というアイコンそのものがノスタルジアに置き換えられることがある（例として、特攻隊員の母親への手紙や、「おふくろの味」など）。また青春も同様にして記号化され、ノスタルジアを表す言葉として置き換えられることが多い。
流行（ブーム）から生まれた一連の事物は、一時代を象徴するとともに新たな流行の到来によって現実世界から分離されるため、「懐かしさ」を感じやすい。通常はファッション（髪型や化粧法を含む）、楽曲、自動車、字体、CMなど、デザインや表現に一定の自由を有し、常に変革が求められる物に適用される。建築物は、歳月を感じさせる現象が物理的劣化として如実に顕在化するため、これもまた「懐かしさ」を誘起させる（→廃墟マニア）。他にも、漫画やアニメにおける作画のタッチ、写真・音響・映像の撮影方法・記録方法に伴う画質や音質、楽曲に使用される楽器の音色など、潜在的な部分で特定の時代背景や歴史的変遷を窺わせるようなものは凡ゆる場面で見出すことができ、人々に「懐かしさ」を想起させる。
旅行（中でも一人旅や放浪）は、その土地々々における人々との出会いと別れ、一期一会の感覚（これ以降もはや一生再会することはないだろうという思い）がノスタルジアを増幅させやすく、作品として昇華されることも多い。同様の考え方としては、失恋や人の死なども、ある種ノスタルジアと密接に関連した事象と言える。
また季節の「夏」は、外出・レジャーの機会が多いことや夏休み・お盆休みという大型連休があることも相まって、個人的思い出が形成されやすく、自伝的記憶によるノスタルジアが誘起されやすくなる。また他の季節に比べ、草木の色や匂い、昆虫の鳴き声などの視覚、嗅覚、聴覚を刺激する現象が多いことも個人的思い出が形成されやすい一因と考えられる。
ロリータ・コンプレックスは自分が幼少の頃の同年配の少女への思いが個人的なノスタルジアとなっていると解釈できるだろう。

## ノスタルジアを基調とした作品など
古今東西を問わず、個人的な郷愁や故郷へのメランコリックな心理や感情の昂ぶりを文学や歌舞音曲などの作品へ昇華させた例も多く、古典の名作にも見られる。
楽曲に関しては、恋人や家族、知人との「懐かしい思い出」、またそれらから派生して「別れ」や「後悔」、「未練」などをテーマにした楽曲がかつての日本では絶大な人気を博していたため、ノスタルジアの表現が戦後歌謡曲における作詞作曲の核となっている一面がある（一説に、楽曲に好まれる傾向は、その時代の現実世界での景気動向や社会心理と相反するとも言われる）。なお昨今の音楽事情においても題材としてノスタルジアは重要な意味を持っており、聴き手にエモーショナル、センチメンタルな感情を想起させることは多い。
フォーク、ブルース、カントリー、ハワイアン、ボサノヴァ、フラメンコ、ファド、シャンソン、演歌、琉球民謡といった、民謡や民族音楽の影響を色濃く残したままポップ化されたワールド・ミュージックの類は、ノスタルジアの中でも「郷愁」の思想が核となったポピュラー音楽ジャンルである。また時代劇、歴史劇、歴史映画、西部劇なども同様にして、民族意識に基づく一種の「郷愁」的な思想（あるいは「歴史的ノスタルジア」）が強い演劇・映像作品である。
スタジオ・ジブリ作品では、建物や街並みをその映画舞台以前の古い様式に変更したり（意図的なアナクロニズム）、或いは住む人々の生活様式を詳細に建物や背景に描写する（質感表現）などの工夫がなされており、登場人物の劇的な人間模様も加味されることで観客にノスタルジアを感じさせやすい作品になっている。また『男はつらいよ』シリーズや『ALWAYS 三丁目の夕日』などは、人情という人間本来の情感とそれに付随するように存在している古めかしい人工物（日本らしさを連想させ、かつ生活様式が色濃く現れている古い木造建築群）が観客を感情移入しやすくし、またその要素を現代の無機的な要素と対比させることで、観客に「懐かしさ」を想起させている。
また『となりのトトロ』に見るノスタルジアを分析した吉岡史朗は、特定の年代を指し示すような要素を排除し「特定の過去という時間的なコンテクストに依存しない」描かれ方をすることによって、個人的・直接的な経験の有無に関わらず懐かしさを感じることにつながっているという。すなわち、ある特定の時代や場所についての「「リアル」な設定や大衆文化への言及を欠いている」ことによって、作品の「普遍性」が生まれ、それにより「トトロ」 の世界が世代を越えた過去の記憶となり得るとした。そして、宮崎駿が作品を通して提示するノスタルジアについて、「むしろ現在と過去はつながっているということ、単に現代人はそのつながりを忘れているだけだという継続の意識」に基づいたものとして高く評価し、失われた過去ヘ戻りたいというホームシックの念に基づいた『ALWAYS 三丁目の夕日』に代表される「昭和30年代ブーム」や「レトロブーム」とは対極にあると位置づけた。
作家の大塚英志は、『ちびまる子ちゃん』に見るノスタルジアについて、「作品中のサブカルチャー的固有名詞は具体的な時代を特定するためのものではなく〈懐かしいあの頃〉というフィクショナルな過去に物語を設定する仕掛けである。この種のレトロ的固有名詞は具体的な時代や体験ではなく、あくまでも無根拠なノスタルジーを呼び起こす符丁のようなものだといえる」とし、この「レトロ的固有名詞」の存在により、「誰もが心地良く懐かしがれる万人向けのノスタルジアの対象を提示した」と分析する。すなわち、〈懐かしいあの頃〉という抽象化した記号を通して、「まる子」の時代を直接経験していない若者でも、 ノスタルジアを感じるような仕掛けが施されているのだという。
具体的な作品については、「ノスタルジア (曖昧さ回避)#作品タイトル」「Category:失恋を題材とした楽曲」「Category:追悼の音楽」「Category:青春を題材とした楽曲」「Category:別れを題材とした楽曲」「Category:卒業ソング」等を参照。